# Umaglesi Liga 1995-1996
L'Umaglesi Liga 1995-1996 è stata la settima edizione della massima serie del campionato georgiano di calcio. La stagione è iniziata il 2 agosto 1995 e si è conclusa il 27 maggio 1996. La Dinamo Tbilisi ha vinto il campionato per la settima edizione consecutiva.

## Stagione

### Novità
Dalla Umaglesi Liga 1994-1995 sono stati retrocessi il Sapovnela e il Samgurali Ts'q'alt'ubo, mentre dalla Pirveli Liga sono stati promossi l'Egrisi Senaki e il Sioni Bolnisi.

### Formula
Le 16 squadre partecipanti si sono affrontate in un girone all'italiana con partite di andata e ritorno, per un totale di 30 giornate. La squadra prima classificata è stata dichiarata campione di Georgia ed ammessa al turno preliminare della Coppa UEFA 1996-1997. Anche la seconda classificata è stata ammessa al turno preliminare della Coppa UEFA 1996-1997. La terza classificata è stata ammessa alla Coppa Intertoto 1996. La squadra vincitrice della coppa nazionale veniva ammessa al turno preliminare della Coppa delle Coppe 1996-1997. Le ultime due classificate venivano retrocesse in Pirveli Liga.

## Squadre partecipanti
| Club                | Città      | Stagione 1994-1995                    |
| ------------------- | ---------- | ------------------------------------- |
| Dila Gori           | Gori       | 8º posto in Umaglesi Liga             |
| Dinamo Batumi       | Batumi     | 4º posto in Umaglesi Liga             |
| Dinamo Tbilisi      | Tbilisi    | Campione di Georgia                   |
| Dinamo Zugdidi      | Zugdidi    | 5º posto in Umaglesi Liga             |
| Duruji Q'vareli     | Q'vareli   | 14º posto in Umaglesi Liga            |
| Egrisi Senaki       | Senak'i    | 1º posto in Pirveli Liga gruppo ovest |
| Guria Lanchkhuti    | Lanchkhuti | 13º posto in Umaglesi Liga            |
| Iveria Khashuri     | Khashuri   | 11º posto in Umaglesi Liga            |
| Kakheti Telavi      | Telavi     | 12º posto in Umaglesi Liga            |
| K'olkheti-1913 Poti | Poti       | 3º posto in Umaglesi Liga             |
| Margveti Zest'aponi | Zestaponi  | 9º posto in Umaglesi Liga             |
| Met'alurgi Rustavi  | Rustavi    | 7º posto in Umaglesi Liga             |
| Samt'redia          | Samtredia  | 2º posto in Umaglesi Liga             |
| Shevardeni-1906     | Tbilisi    | 10º posto in Umaglesi Liga            |
| Sioni Bolnisi       | Bolnisi    | 1º posto in Pirveli Liga gruppo est   |
| Torpedo Kutaisi     | Kutaisi    | 6º posto in Umaglesi Liga             |

## Classifica finale
|  | Pos. | Squadra             | Pt | G  | V  | N | P  | GF  | GS  | DR   |
|  | ---- | ------------------- | -- | -- | -- | - | -- | --- | --- | ---- |
|  | 1.   | Dinamo Tbilisi      | 79 | 30 | 25 | 4 | 1  | 109 | 16  | +93  |
|  | 2.   | Margveti Zest'aponi | 68 | 30 | 22 | 2 | 6  | 85  | 37  | +48  |
|  | 3.   | K'olkheti-1913 Poti | 68 | 30 | 22 | 2 | 6  | 69  | 38  | +31  |
|  | 4.   | Samt'redia          | 68 | 30 | 20 | 8 | 2  | 96  | 38  | +58  |
|  | 5.   | Met'alurgi Rustavi  | 66 | 30 | 22 | 0 | 8  | 70  | 36  | +34  |
|  | 6.   | Dinamo Batumi       | 54 | 30 | 16 | 6 | 8  | 68  | 28  | +40  |
|  | 7.   | T'orp'edo Kutaisi   | 52 | 30 | 15 | 7 | 8  | 69  | 49  | +20  |
|  | 8.   | Dila Gori           | 40 | 30 | 12 | 4 | 14 | 53  | 55  | -2   |
|  | 9.   | Sioni Bolnisi       | 33 | 30 | 11 | 0 | 19 | 38  | 64  | -26  |
|  | 10.  | Iveria Khashuri     | 33 | 30 | 10 | 3 | 17 | 33  | 57  | -24  |
|  | 11.  | Dinamo Zugdidi      | 30 | 30 | 9  | 3 | 18 | 42  | 63  | -21  |
|  | 12.  | Shevardeni-1906     | 30 | 30 | 9  | 3 | 18 | 40  | 61  | -21  |
|  | 13.  | Guria Lanchkhuti    | 27 | 30 | 9  | 0 | 21 | 35  | 74  | -39  |
|  | 14.  | Kakheti Telavi      | 27 | 30 | 8  | 3 | 19 | 29  | 68  | -39  |
|  | 15.  | Egrisi Senaki       | 17 | 30 | 5  | 2 | 23 | 42  | 90  | -48  |
|  | 16.  | Duruji Q'vareli     | 4  | 30 | 1  | 1 | 28 | 23  | 127 | -104 |

Legenda:
      Campione di Georgia e ammesso alla Coppa UEFA 1996-1997
      Ammesso alla Coppa UEFA 1996-1997
      Ammesso alla Coppa delle Coppe 1996-1997
      Ammessa alla Coppa Intertoto 1996
      Retrocesse in Pirveli Liga 1996-1997
Note:
Tre punti a vittoria, uno a pareggio, zero a sconfitta.
In caso di arrivo di due o più squadre a pari punti, la graduatoria verrà stilata secondo i seguenti criteri:
- Numero di partite vinte
- Differenza reti generale

## Risultati
|                         | DiT  | Mar  | Kol  | Sam  | Met  | DiB  | Tor  | Dil  | Sio  | Ive  | DiZ  | She  | Gur  | Kak  | Egr  | Dur  |
| ----------------------- | ---- | ---- | ---- | ---- | ---- | ---- | ---- | ---- | ---- | ---- | ---- | ---- | ---- | ---- | ---- | ---- |
| Dinamo Tbilisi          | –––– | 6-1  | 4-0  | 3-1  | 4-0  | 1-1  | 5-1  | 1-0  | 8-0  | 5-0  | 1-0  | 3-0  | 3-0* | 7-1  | 3-0  | 11-0 |
| Margveti Zestap'oni     | 1-0  | –––– | 4-2  | 0-0  | 3-0  | 2-0  | 5-3  | 1-1  | 5-2  | 3-0  | 4-0  | 4-0  | 3-0  | 3-0  | 5-1  | 7-0  |
| Kolkheti-1913 Poti      | 1-1  | 3-1  | –––– | 0-2  | 2-1  | 1-1  | 3-2  | 3-0* | 1-0  | 3-0  | 1-0  | 5-1  | 3-0  | 5-2  | 1-0  | 4-0  |
| Samt'redia              | 0-0  | 3-1  | 4-0  | –––– | 3-0  | 2-2  | 2-2  | 4-1  | 5-0  | 4-1  | 5-2  | 4-2  | 8-3  | 4-1  | 3-1  | 3-0* |
| Met'alurgi Rustavi      | 0-2  | 1-0  | 3-1  | 2-1  | –––– | 1-0  | 4-3  | 5-1  | 5-0  | 2-1  | 3-1  | 3-2  | 3-0  | 3-0  | 4-1  | 4-0  |
| Dinamo Batumi           | 1-3  | 3-1  | 0-1  | 3-4  | 2-1  | –––– | 1-1  | 2-0  | 3-0  | 3-1  | 5-0  | 7-0  | 3-0  | 5-0  | 3-1  | 11-0 |
| Torpedo Kutaisi         | 0-1  | 2-1  | 3-2  | 2-2  | 2-0  | 0-0  | –––– | 2-0  | 3-0  | 1-0  | 4-2  | 2-2  | 5-0  | 3-1  | 2-2  | 1-0  |
| Dila Gori               | 1-6  | 4-2  | 0-1  | 1-1  | 2-3  | 2-0  | 3-2  | –––– | 3-0  | 4-1  | 1-0  | 1-1  | 2-0  | 5-0  | 4-3  | 8-3  |
| Sioni Bolnisi           | 0-1  | 1-3  | 0-2  | 0-3  | 0-2  | 0-1  | 3-1  | 4-2  | –––– | 2-0  | 5-2  | 3-1  | 3-0  | 3-0  | 3-0* | 4-2  |
| Iveria Khashuri         | 1-1  | 0-4  | 2-3  | 3-5  | 1-2  | 1-0  | 1-1  | 2-1  | 1-0  | –––– | 2-1  | 2-1  | 2-1  | 1-0  | 1-2  | 1-0  |
| Dinamo Zugdidi          | 1-5  | 3-4  | 1-3  | 2-2  | 1-3  | 1-3  | 3-4  | 1-0  | 3-0* | 0-0  | –––– | 0-0  | 2-0  | 2-1  | 5-3  | 4-0  |
| Shevardeni-1906 Tbilisi | 1-5  | 0-1  | 1-3  | 4-1  | 0-2  | 2-3  | 2-3  | 3-0  | 2-1  | 3-1  | 0-1  | –––– | 3-0  | 1-0  | 2-0  | 4-0  |
| Guria Lanchkhuti        | 0-3  | 0-4  | 1-4  | 1-6  | 0-3  | 1-0  | 2-0  | 2-0  | 0-1  | 1-2  | 2-1  | 1-0  | –––– | 2-1  | 8-2  | 4-1  |
| Kakheti Telavi          | 1-5  | 1-3  | 0-2  | 1-1  | 0-2  | 0-2  | 0-2  | 2-2  | 1-0  | 1-0  | 2-1  | 1-0  | 2-1  | –––– | 4-1  | 3-0  |
| Egrisi Senaki           | 1-3  | 0-2  | 3-6  | 2-4  | 1-4  | 1-3  | 2-6  | 0-3* | 3-0  | 1-0  | 0-1  | 1-4  | 1-0  | 2-2  | –––– | 7-1  |
| Duruji Q'vareli         | 2-8  | 2-6  | 1-3  | 1-6  | 1-5  | 0-0  | 0-6  | 0-1  | 1-3  | 2-5  | 0-1  | 0-1  | 3-5  | 0-1  | 3-0* | –––– |

L'asterisco indica partita data persa 0-3 a tavolino.